# Вільча (селище)
Ві́льча — селище в Україні, у Вовчанській міській громаді Чугуївського району Харківської області.

## Географічне розташування
Селище міського типу Вільча знаходиться за 3 км на південь від м. Вовчанськ, на відстані 2 км розташоване села Цегельне і Лиман. У селищі є залізнична станція Гарбузівка, за 2 км проходить автомобільна дорога Т 2104.

## Історія
Засноване 1993 року переселенцями з Чорнобильської зони. Названо на честь виселеного смт Вільча, що розташовувалося у Поліському районі Київської області в Чорнобильській зоні відчуження.
У селі діє найсхідніша парафія УГКЦ.
12 червня 2020 року, відповідно до Розпорядження Кабінету Міністрів України  № 725-р «Про визначення адміністративних центрів та затвердження територій територіальних громад Харківської області», увійшло до складу Вовчанської міської громади.
17 липня 2020 року, в результаті адміністративно-територіальної реформи та ліквідації Вовчанського району, село увійшло до складу Чугуївського району.

## Населення

### Мова
Розподіл населення за рідною мовою за даними перепису 2001 року:
| Мова            | Відсоток |
| --------------- | -------- |
| українська      | 90,47%   |
| російська       | 8,32%    |
| білоруська      | 0,84%    |
| інші/не вказали | 0,37%    |

## Економіка
- Вільчанський комбінат комунальних підприємств.
- «ЛИМАН-Вільча», ТОВ.

## Сьогодення
У селищі при будівництві було проведено освітлення вулиць, побудовані хороші дороги. Будинки були забезпечені центральним водопостачанням, опаленням, газом та каналізацією.
У селищі досить високий рівень безробіття та смертності.